# Boughera El Ouafi
Boughera El Ouafi (15. oktober 1898 i Sétif – 18. oktober 1959 arabisk:أحمد بوغيرا العوافي) var en algerisk atlet. I 1928 vandt han maratonløbet under OL 1928 i Amsterdam, hvor han repræsenterede Frankrig.
El Ouafi blev født i Algeriet, og sluttede sig til de franske militærregime, som sikrede det franske herredømme i Algeriet. En af El Ouafis overordnede officerer kendte til hans løbe evner, og sendte ham til en militær konkurrence i Frankrig. El Ouafi gjorde en god indsats, og man gav ham lov til at forsøge at kvalificere sig til OL 1924 i Paris.
Boughera El-Ouafi kvalificerede sig til OL, og startede med en syvendeplads i maratonløb. Det gode resultat gjorde det muligt for ham at få en bedre mulighed for at forberede sig til OL 1928 i Amsterdam. I Amsterdam var det først efter fem kilometer før målstregen at løb han forbi de andre atleter og passerede mållinjen først, 26 sekunder foran sølvvinderen Manuel Plaza fra Chile.